# Germán Arenas Sáez
Germán Arenas Sáez (Rancagua, 23 de octubre de 1978) es un terapeuta ocupacional, dirigente gremial de la salud y político chileno, militante del Frente Amplio.
Desde 2018 ejerce como Consejero Regional de O'Higgins por Cachapoal 1 para el periodo 2018-2022, el primero de la extinta coalición Frente Amplio en la Región de O'Higgins.

## Primeros años de vida
Realizó sus estudios universitarios en la Universidad de Playa Ancha, obteniendo el título de Terapeuta Ocupacional.

## Carrera política
Ha formado parte de la Confederación Nacional de Profesionales Universitarios de los Servicios de Salud en el Hospital Regional de Rancagua siendo actualmente su presidente. En las elecciones de consejeros regionales de Chile de 2017 obtuvo 5626 votos, logrando ser electo con el 7,23 % de los votos.

### Historial electoral

#### Elecciones de consejeros regionales de 2017
- Elecciones de consejero regional por la circunscripción Cachapoal I (Rancagua)[3]

| Candidato                         | Pacto                           | Partido | Votos  | %    | Resultados |
| --------------------------------- | ------------------------------- | ------- | ------ | ---- | ---------- |
| Felipe García-Huidobro Sanfuentes | Chile Vamos                     | UDI     | 10 311 | 13,3 | Consejero  |
| Juan Godoy Muñoz                  | Unidos por la Descentralización | PS      | 10 053 | 12,9 | Consejero  |
| Pedro Hernández Garrido           | Chile Vamos                     | UDI     | 7 012  | 9,0  |            |
| Emiliano Orueta Bustos            | Chile Vamos                     | RN      | 6 087  | 8,8  | Consejero  |
| Esteban Valenzuela Van Treek      | Coalición Regionalista Verde    | FRVS    | 6 082  | 8,7  |            |
| Germán Arenas Sáez                | Frente Amplio                   | RD      | 5 631  | 7,2  | Consejero  |

### Elecciones de consejeros regionales de 2021
- Elecciones de consejero regional por la circunscripción Cachapoal I (Rancagua)[4]

| Candidato                   | Pacto                         | Partido | Votos | %    | Resultados |
| --------------------------- | ----------------------------- | ------- | ----- | ---- | ---------- |
| Pedro Hernández Garrido     | Chile Vamos                   | UDI     | 4 637 | 5,47 | Consejero  |
| Alejandro Olea Oliva        | Republicanos e Independientes | PRCh    | 4 618 | 5,45 |            |
| Danilo Jorquera Vidal       | Por un Chile Digno            | PCCh    | 4 550 | 5,37 |            |
| Paula Muñoz Carrasco        | Partido de la Gente           | PDG     | 4 192 | 4,95 | Consejera  |
| Margarita Herrera Herrera   | Ecologistas e Independientes  | ILAC    | 4 116 | 4,86 |            |
| Germán Arenas Sáez          | Frente Amplio                 | RD      | 3 849 | 4,54 | Consejero  |
| Lennin Arroyo Vega          | Chile Vamos                   | ILAU    | 3 428 | 4,04 | Consejero  |
| Mauricio Valderrama Álvarez | Unidad Constituyente          | PS      | 2 764 | 3,26 | Consejero  |